# Esteve Tamburini
Esteve Tamburini (en català antic: Steve Tamburini, Steve Tamburino) fou un heraldista català del Renaixement, autor d'un tractat del blasó i de les armes catalanes.
Sobre la identitat de l'autor se'n coneix poc informació, excepte que va signar per Steve Tamburino, nom que va adoptar un tamboriner dels monarques Joan II i Ferran el Catòlic. Va néixer probablement a França entre els anys 1442 i 1447. Es considera que va habitar a Barcelona durant quaranta anys. D'altra banda, Faustino Menéndez-Pidal de Navascués afirma que Esteve Tamburini era aragonès i va residir a Cetina l'any 1495.
Va produir la seva obra durant el regnat de Carles entre els anys 1516 i 1519. El manuscrit, redigit en un català molt pròxim a l'occità, conté 50 pàgines i descriu diversos escuts d'armes, la majoria de nobles catalans i també de les cases nobiliàries més importantes d'Europa.